# Équipe cycliste Dr. Mann
Pour les articles homonymes, voir Dossche.
L'équipe cycliste Dr. Mann est une équipe cycliste belge professionnelle. Créée en 1960, elle existe jusqu'en 1970.
Au cours de ses 11 années d'existence, elle a notamment remporté le Tour de Lombardie 1968 et deux étapes sur le Tour de France 1969, grâce à Herman Van Springel.

## Histoire de l'équipe
Dr. Mann est une marque belge, originaire d'Anvers, qui commercialisait des analgésiques.
En 1958, Dr. Mann est sponsor secondaire de l'équipe Libertas. L'année suivante, la marque devient co-sponsor de la célèbre équipe Flandria. Fin 1959, l'équipe Flandria se scinde en deux : une partie de l'effectif reste au sein de la formation qui devient Wiel's-Flandria et l'autre rejoint l'équipe Dr. Mann-Dossche Sport nouvellement créée. L'équipe Dr. Mann adopte les couleurs jaune et noir de la Flandre comme emblème.
Pour sa première saison en tant que sponsor principal, Marcel Janssens remporte Bordeaux-Paris.
En 1966, Grundig AG, un fabricant de radios et télévisions d'Allemagne de l'Ouest devient co-sponsor de la formation.
En 1966 et 1968, l'équipe remporte la Coupe du monde intermarques.
L'équipe disparaît à la fin de la saison 1970. Les principaux coureurs membre de l'équipe sont les Belges Herman Van Springel, Briek Schotte, Eddy Pauwels, Jos Huysmans, Roger Rosiers, Georges Pintens, Marcel Janssens, Leo Proost, Leon Van Daele ainsi que les néerlandais Wim Van Est et Peter Post.

## Principales victoires

### Classiques
- Bordeaux-Paris : Marcel Janssens (1960) et Herman Van Springel (1970)
- Gand-Wevelgem  : Herman Van Springel (1966)
- À travers les Flandres : Daniel Van Ryckeghem (1967 et 1970)
- Flèche brabançonne : Roger Rosiers (1967), Willy In 't Ven (1969) et Herman Van Springel (1970)
- Tour de Lombardie : Herman Van Springel (1968)
- Flèche wallonne : Jos Huysmans (1969)
- Paris-Tours : Herman Van Springel (1969)
- Grand Prix des Nations : Herman Van Springel (1969 et 1970)
- Amstel Gold Race : Georges Pintens (1970)
- Grand Prix E3 : Daniel Van Ryckeghem (1970)

### Courses par étapes
- Tour de Belgique : Peter Post (1963)
- Tour du Nord : Jos Huysmans (1964)
- Quatre Jours de Dunkerque : Willy Van Neste (1970)

### Championnats nationaux
- Championnats de Belgique sur route : 1
  - Course en ligne : 1967 (Jos Boons)
- Championnats de Belgique sur piste : 2
  - Demi-fond : 1961 (Paul Depaepe)
  - Poursuite : 1961 (Piet Oellibrandt)

## Résultats sur les grands tours
| - Tour de France - 3 participations (1966, 1969, 1970) - 2 victoires d'étapes - 2 en 1969 : Herman Van Springel (2) - 0 classement annexe | - Tour d'Italie - 1 participation (1966) - 0 victoire d'étape - 0 classement annexe | - Tour d'Espagne - 1 participation (1970) - 1 victoire d'étape - 1 en 1970 : Willy In 't Ven - 0 classement annexe |